# 蒙叙库维尔
蒙叙库维尔（法語：Mont-sur-Courville，法語發音：[mɔ̃ syʁ kuʁvil]）是法国马恩省的一个市镇，属于兰斯区。

## 地名
与通常在法语地名中表示“在……河畔”之意的“sur”不同，该地名Mont-sur-Courville中的“sur”意为“在……上方”，蒙（Mont）的意思为“山”，而“库维尔”则是邻近的一个市镇，且事实上在该地附近也并无“库维尔河”存在。

## 地理
蒙叙库维尔（49°15'36"N, 3°40'52"E）面积5.94 平方千米，位于法国大東部大區马恩省，该省份为法国东北部内陆省份，北起阿登省，西北接埃纳省，西南接塞纳-马恩省，南至奥布省，东南接上马恩省，东临默兹省。
与蒙叙库维尔接壤的市镇（或旧市镇、城区）包括：德拉韦尼、蒙圣马丹、阿尔西勒蓬萨尔、库维尔、圣吉勒。
蒙叙库维尔的时区为UTC+01:00、UTC+02:00（夏令时）。

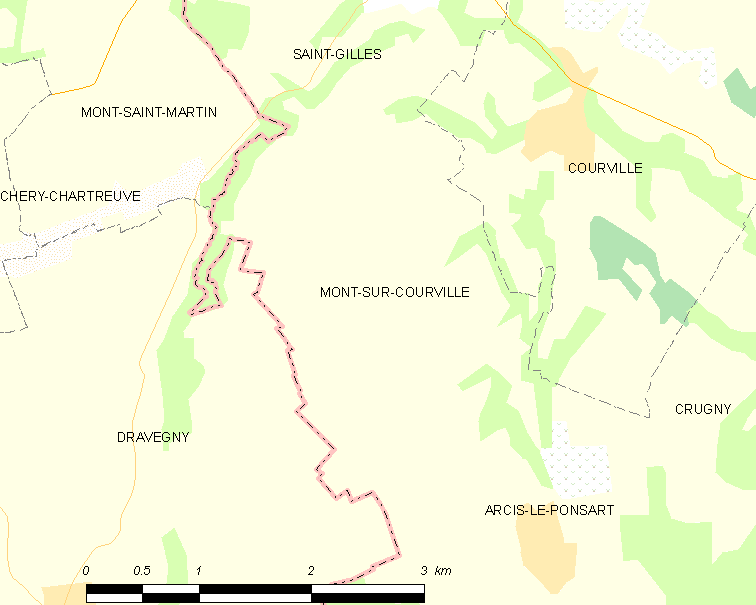
蒙叙库维尔的OSM定位图

## 行政
蒙叙库维尔的邮政编码为51170，INSEE市镇编码为51382。

## 政治
蒙叙库维尔所属的省级选区为菲姆-兰斯山县。

## 人口

1962-2008年间蒙叙库维尔人口变化图示

蒙叙库维尔于2022年1月1日时的人口数量为117人。